# Горперат
Горперат (нім. Horperath) — громада в Німеччині, розташована в землі Рейнланд-Пфальц. Входить до складу району Вульканайфель. Складова частина об'єднання громад Кельберг.
Площа — 2,40 км2. Населення становить 122 ос. (станом на 31 грудня 2020).